# M0NESY
伊利亚·奥西波夫（俄语：Илья Осипов，羅馬化：Ilya Osipov，游戏ID：m0NESY，2005年5月1日—）是一名俄罗斯职业《反恐精英2》选手，现效力于Falcons，在队中担任AWPer（游戲中專門使用AWP的玩家）。他也曾是《反恐精英：全球攻势》的选手。
m0NESY因其高超的游戏水平而广受认可，被认为是《反恐精英》中最顶尖的选手之一。m0NESY在2022年被HLTV评选的《反恐精英2》年度最佳选手列表中排行第七，在2023年的评选中排行第四，在2024年的评选中排名第二
在2022年，m0NESY被HLTV授予年度新人奖和年度亮点奖，以及被Esports Awards授予PC电竞年度新人奖。同一年，他被评选为BLAST Premier：2022年世界总决赛的HLTV MVP。

## 职业生涯

### 早期
m0NESY在只有5岁时就开始在哥哥的电脑上玩《CS1.6》，三年后接触到了《反恐精英：全球攻势》。在10岁时，m0NESY就已经达到了游戏中的最高等级——全球精英（Global Elite）。12岁时，m0NESY已经在FACEIT平台上达到了最高等级。2020年3月，年仅14岁的m0NESY被邀请加入FACEIT联赛。
m0NESY在2019年7月开始他的职业生涯，加入了NewBALLS队，并随队进入了HardCup的决赛。

### NAVI Junior
在2020年1月，m0NESY以试训身份加入了NAVI Junior队。到2020年底，他和他的队伍进入了欧洲发展锦标赛（European Development Championship）第一赛季的半决赛。

### G2 Esports
在2022年初，m0NESY加入了G2 Esports队，接替了。他在G2 Esports队中的第一场大型赛事是2022年英特尔极限大师赛卡托维兹赛（IEM Katowice 2022）。在这项赛事中，G2 Esports 队在季后赛中击败了Virtus.pro和当时实力最强的NAVI，但在决赛中败给了FaZe Clan。m0NESY被福布斯评选为2022年“30位30岁以下最有前途的俄罗斯人”名单中的“体育和电子体育”类别。m0NESY和他的队伍赢得了2022年Blast Premier世界总决赛。
在2023年，m0NESY和他的队伍赢得了卡托维兹站和科隆站的IEM系列赛事。在HLTV这一年的《反恐精英2》全球选手的年度评选中，他位列第四。
在2024年6月，m0NESY帮助G2 Esports队在2024年IEM達拉斯站中获胜，获得他第四个HLTV大型赛事的冠军，并在职业生涯中第二次被评为HLTV MVP。
在2025年1月11日，mONESY被评为 HLTV 2024年度Top20中的Top2选手。